# Nyctalus aviator
Nyctalus aviator је врста слепог миша из породице вечерњака (лат. Vespertilionidae). 

## Распрострањење
Врста је присутна у Јапану, Јужној Кореји, Кини и Северној Кореји.

## Станиште
Врста Nyctalus aviator има станиште на копну.

## Угроженост
Ова врста је на нижем степену опасности од изумирања, и сматра се скоро угроженим таксоном.

### Популациони тренд
Популација ове врсте се смањује, судећи по расположивим подацима.